# Paek Nam Sun
Paek Nam Sung (Kilju - provincie Hamgyong-pukto, 13 maart 1929 - Pyongyang, 2 januari 2007) was van 1998 tot 2007 minister van Buitenlandse Zaken van Noord-Korea. 
Paek Nam Sung begon zijn carrière in 1973 toen hij deelnam aan de 6e Inter-Koreaanse Rode Kruis Conferentie in Seoel. Nadien was hij tot 1979 ambassadeur in Polen. Later werd hij lid van het Centraal Comité van de Koreaanse Arbeiderspartij. In de jaren negentig nam hij deel aan enkele topconferenties tussen de Noord-Koreaanse leider Kim Il-sung en de Zuid-Koreaanse president Kim Joung Sam. In 1991 werd Paek Nam Sung secretaris-generaal van het Comité voor Vreedzame Hereniging van het Vaderland.
Zijn benoeming tot minister van Buitenlandse Zaken in 1998 kwam vrij onverwacht gezien zijn geringe ervaring op het gebied van buitenlandpolitiek.
Paek Nam Sun overleed op 77-jarige leeftijd.